# Paradise (fra 1999)
|  | Opslagsordet har også en anden betydning, se Paradise (Nevada). |
Paradise er en kortfilm fra 1999 instrueret af Anne Alix efter eget manuskript.

## Handling
En mand, der holder af botaniske haver, fascineres af en mærkelig plante, som han aldrig før har set. Han begynder at besøge den hver dag...